# Estação Giovanni Gronchi
A Estação Giovanni Gronchi é uma estação de metrô da Linha 5–Lilás, localizada na Zona Sudoeste da cidade de São Paulo. Ela é operada pela ViaMobilidade. Foi inaugurada em 20 de outubro de 2002, junto às estações que compreendem o trecho entre a Estação Capão Redondo e a Estação Largo Treze, em Santo Amaro. 
Está localizada na Avenida João Dias, no distrito da Vila Andrade. Está anexa ao Terminal João Dias, da SPTrans. Seu nome homenageia o ex-presidente da Itália, Giovanni Gronchi, que também batiza uma importante avenida localizada nas proximidades.

## Informações gerais

### Acessos
- Acesso pelo lado par da av. João Dias, esquina com rua Vitalina Grassman
- Acesso pelo lado ímpar da av. João Dias, anexo ao Carrefour Hipermercado
- Acesso pelo Terminal João Dias da SPTrans

### Características
Estação elevada, em curva, com mezanino de distribuição no nível da passarela do Terminal João Dias, plataformas laterais em estrutura mista de concreto e metálica, com cobertura de estrutura metálica aporticada em forma elíptica e telhas de alumínio tipo sanduíche. Possui acessos para portadores de deficiência e integração com Terminal de Ônibus Urbano.
Circulação vertical composta de 12 escadas rolantes, 6 escadas fixas e 2 elevadores.
Capacidade de até 3.897 passageiros/hora/pico (no horizonte 2010).
Movimento Diário de 15.000 pessoas/dia 
Área construída de 4.684,89 m².

## Informações da linha
| Linha   | Terminais                      | Estações | Principais destinos | Duração das viagens (min) | Intervalo mínimo entre trens (s) | Funcionamento                                                        |
| ------- | ------------------------------ | -------- | --- | ------------------------- | -------------------------------- | -------------------------------------------------------------------- |
| 5 Lilás | Capão Redondo ↔ Chácara Klabin | 17       | Vila Mariana, Vila Clementino, Ibirapuera, Moema, Indianópolis, Campo Belo, Brooklin, Santo Amaro, Jardim São Luís, Vila Andrade, Campo Limpo, Capão Redondo | 33                        | 75 (projetado) 165 (atual)       | De domingo a sexta-feira, das 4h40 às 0h. Aos sábados das 4h40 às 1h |